# يوهانا كال
يوهانا كال (بالإسبانية: Johanna Calle)‏ هي فنانة كولومبية، ولدت في 1965 في بوغوتا في كولومبيا.